# Игнатий (Римский-Корсаков)
Митрополи́т Игна́тий (в миру Ива́н Степа́нович (или Илья́ Алекса́ндрович) Ри́мский-Ко́рсаков; ок. 1639 — 13 мая 1701) — митрополит Сибирский и Тобольский, стольник царя Алексея Михайловича, писатель, публицист, видный представитель «старомосковской партии».

## Биография
Принадлежал к известному русскому дворянскому роду Римских-Корсаковых.
Был стольником при Государе Царе Алексее Михайловиче.
Не позднее 1667 года принимает монашеский постриг в нижегородской Крестомаровской пустыни. В 1671 году посвящён в иеромонахи.
Образование получил предположительно в Андреевском монастыре, где обучение вёл известный учёный того времени Епифаний (Славинецкий).
Уже после бунта соловецких монахов был в 1676—1780 годы уставщиком монастыря. В его обязанности входило следить за порядком чтений и пения в церкви. Однако в монастырской библиотеке не оказалось книг, которые могли бы использоваться в богослужении: мятежные монахи уничтожили печатные «никонианские» книги, а старые рукописные «исказили» приписками. Тогда игумен повелел Игнатию создать новый образцовый богослужебный певческий сборник, работа над которым продолжалась с 1677 по 1679 гг.
В 1680 году командирован в Москву для управления Соловецким подворьем. Одновременно в звании строителя управлял подмосковной Морчуговской пустынею.
В 1683 году произведён в архимандриты и управляет Спасо-Ярославским монастырём.
С 1685 года — архимандрит Московского Новоспасского монастыря.
В 1687 году отправился в Костромской и Кинешемский уезды для обличения старообрядцев.
Был близок к Патриарху Иоакиму, полемизировал с «западниками», занимался увещанием раскольников, являлся ведущим идеологом внешнеполитического курса правительства Софьи Алексеевны, направленного на расширение южных границ. В церковной жизни своего времени играл видную, но непривлекательную роль, так как не брезговал доносами. Этим объясняется удаление его Сибирь, что следует считать почётной ссылкой.
2 апреля 1692 года в присутствии царей Иоанна и Петра архимандрит Игнатий рукоположён в митрополита Сибирского и Тобольского по прямому ходатайству Патриарха Адриана. Но на свою кафедру преосвященный Игнатий прибыл лишь 12 февраля 1693 года.
Одним из первых вопросов, с которым ему пришлось столкнуться — борьба со старообрядчеством, который разросся после пребывания в Сибири протопопа Аввакума, попа Лазаря, Иосифа Истомина и других. В челобитной царям Иоанну и Петру митрополит Игнатий сообщает: «в прошлом 203 (1695) году я шествовал епархии своей в городах и уездах для проповеди св. Евангелия и истребления армянского учения» (имеется в виду истребление двоеперстия). Все действия властей, направленные против раскольников, приводили лишь к крайним мерам — самосжиганию отдельных семей, а то и целых общин уклонившихся от официального православного учения.
Митрополиту Игнатию принадлежит важный шаг в установлении добрососедских отношений между Россией и Китаем. В 1685 году китайцы разрушили на Амуре пограничный город Албазин и увели в плен около 100 казаков и вместе с ними священника Максима Леонтьева, поселив их близ Пекина. Посланник Петра I в Китай — Елизарий Избрант, находясь в Пекине в 1693 году, попросил императора о постройке для пленных православного храма, но дальше этого дело не продвинулось. Когда об этом узнал митрополит Игнатий, то направил в Китай верхотурского священника Григория и соборного диакона Лаврентия с церковной утварью и всем необходимым для освящения храма. Церковь была освящена по имени Тобольского кафедрального собора — во имя Софии Премудрости Божией.
В конце 1699 года был вызван в Москву для очередного служения при Патриархе и поселился на Вологодском подворье, которое находилось вместе с Тобольским.
В начале марта 1700 года он неожиданно заболел, что выразилось в расстройстве его рассудка, потере сна и отказе от приёма пищи.
16 марта в келье Патриарха Адриана, со слов Патриарха, он оскорбил его «неистовыми словесы в лице и злословил без всякие правды». Затем он вышел в крестовую палату, где собрались архиереи для возведения в архиерейский сан Стефана Яворского и их также «бесчесными словесами поругал, а также и домовых моих людей священного чина и служителей поносил», — жалуется царю Патриарх.
Митрополита поместили в Чудов монастырь, а оттуда в Симонов монастырь, находящийся вдали от столицы, где он и остался до дня своей смерти 13 мая 1701 года.

## Сочинения
В 1677—1679 гг. вместе с помощниками, монахами Соловецкого монастыря, создал сборник песнопений (Сол. 277/282), включающий в себя основные певческие книги и подборки церковных песнопений, используемых в православном богослужении: Ирмологий, Октоих, Обиход, Праздники и др. Над строками текста песнопений в рукописи помещены строки знамен (или «крюков») — специальных знаков древнерусской музыкальной записи.
Написанные им «Известие о увещании раскольников» (1687 год) и три окружные послания (1696) к урало-сибирским раскольникам интересны по заключающимся в них фактам, важным для истории раскола (среди главных вождей местного староверия, на которых он обрушивал свой полемический гнев, были: Авраамий Венгерский, Иван Кондинский, Яков Лепихин, Иосиф Астомен и др.).
Известно его Послание в Красноярск (1697 год), призывавшее восставших горожан (Красноярская шатость) подчиниться властям.
Кроме того, ему принадлежат:
- «Житие Анны Кашинской»,
- «Житие Симеона Верхотурского» с тропарём на обретение мощей и описанием чудес от них (1695 год),
- «Житие и завещание патриарха Иоакима»,
- «Толкование образа Софии премудрости Божией»,
- «Возобличение на лютеранский катехизис»,
- «Слово на Латинов и Лютеров»,
- «Историческое известие о Латинском царстве от св. Писания» и др.